# Ephippiger ephippiger
Éphippigère des vignes
Espèce
Ephippiger ephippiger, l’Éphippigère des vignes, est une espèce d'insectes orthoptères de la famille des Tettigoniidae.
On l'appelle aussi porte-selle, porte-hotte ; tizi, jeudi ou pantigue dans le Sud de la France.
Le nom vernaculaire boudrague qui lui est aussi attribué dans le Midi désigne diverses espèces d'éphippigères ventrues. Une autre appellation est « patangane » (terme catalan), employée dans les Pyrénées-Orientales…

## Systématique
L'espèce Ephippiger ephippiger a été décrite pour la première fois en 1784 par le naturaliste allemand Johann Fiebig (d) sous le protonyme de Gryllus ephippiger

## Distribution
Elle se rencontre en Europe, sauf le Nord-Ouest de la France (Somme, Pas-de-Calais, Nord), le Benelux et les îles Britanniques.

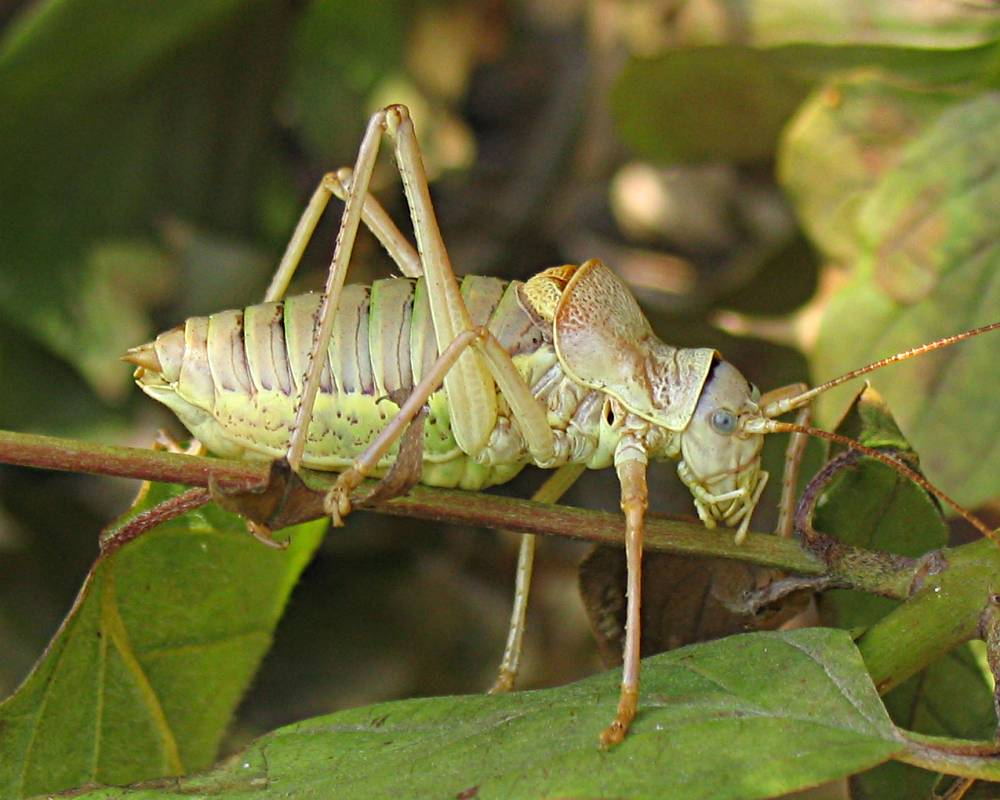
Ephippiger ephippiger - mâle.

## Liste des sous-espèces
Selon Orthoptera Species File (28 mars 2010) :
- Ephippiger ephippiger balkanicus Andreeva 1985
- Ephippiger ephippiger cunii Bolívar, 1877
- Ephippiger ephippiger ephippiger (Fiebig, 1784)
- Ephippiger ephippiger harzi Adamovic, 1973
- Ephippiger ephippiger tamaninii Galvagni, 1956
- Ephippiger ephippiger usi Adamovic, 1973
- Ephippiger ephippiger vitium Serville, 1831

## Synonymie
- Gryllus ephippiger Fiebig, 1784 ;
- Ephippiger vitium Serville, 1831 ;
- Ephippiger diurnus Dufour, 1841.

## Galerie

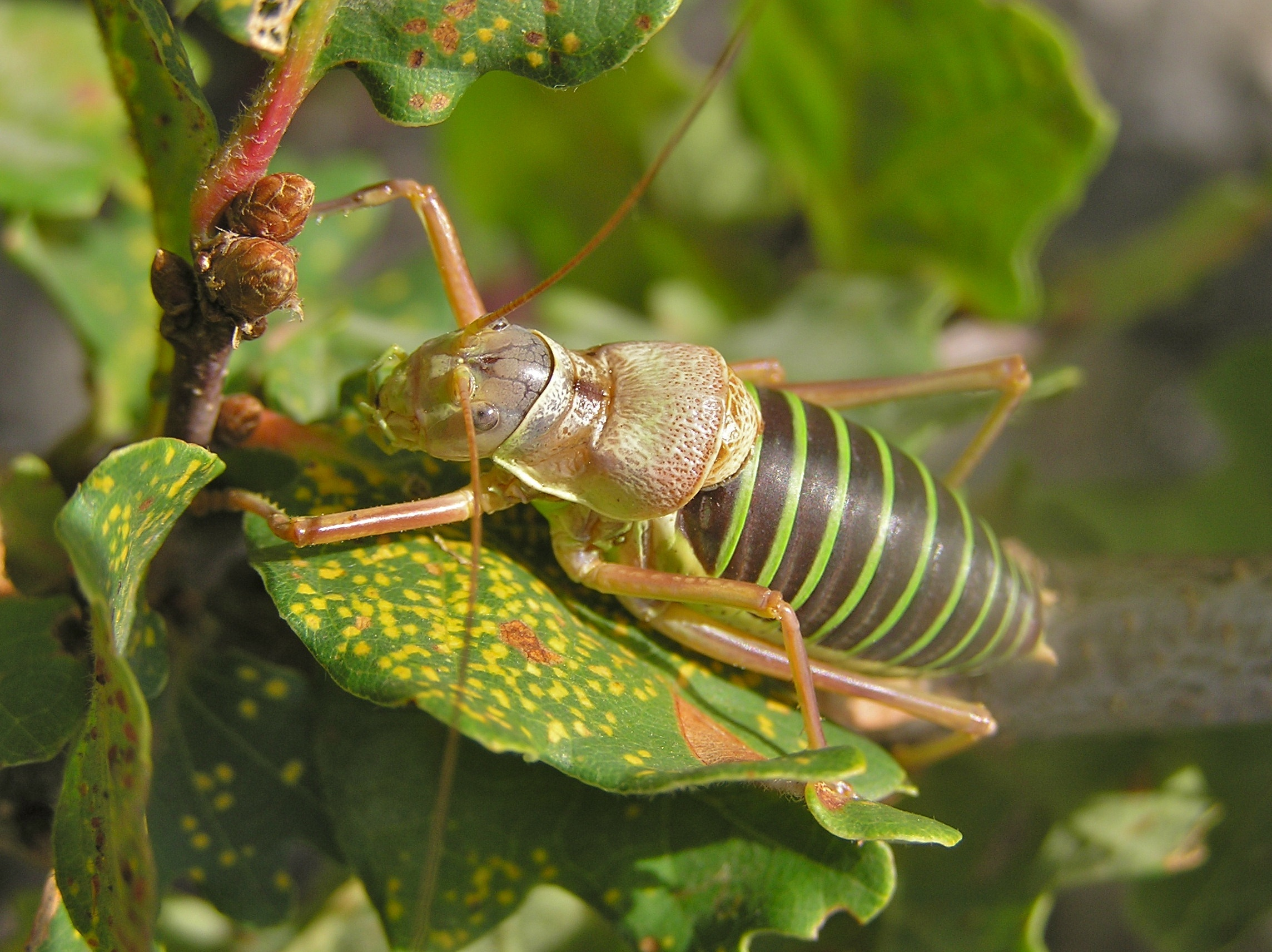
Mâle.
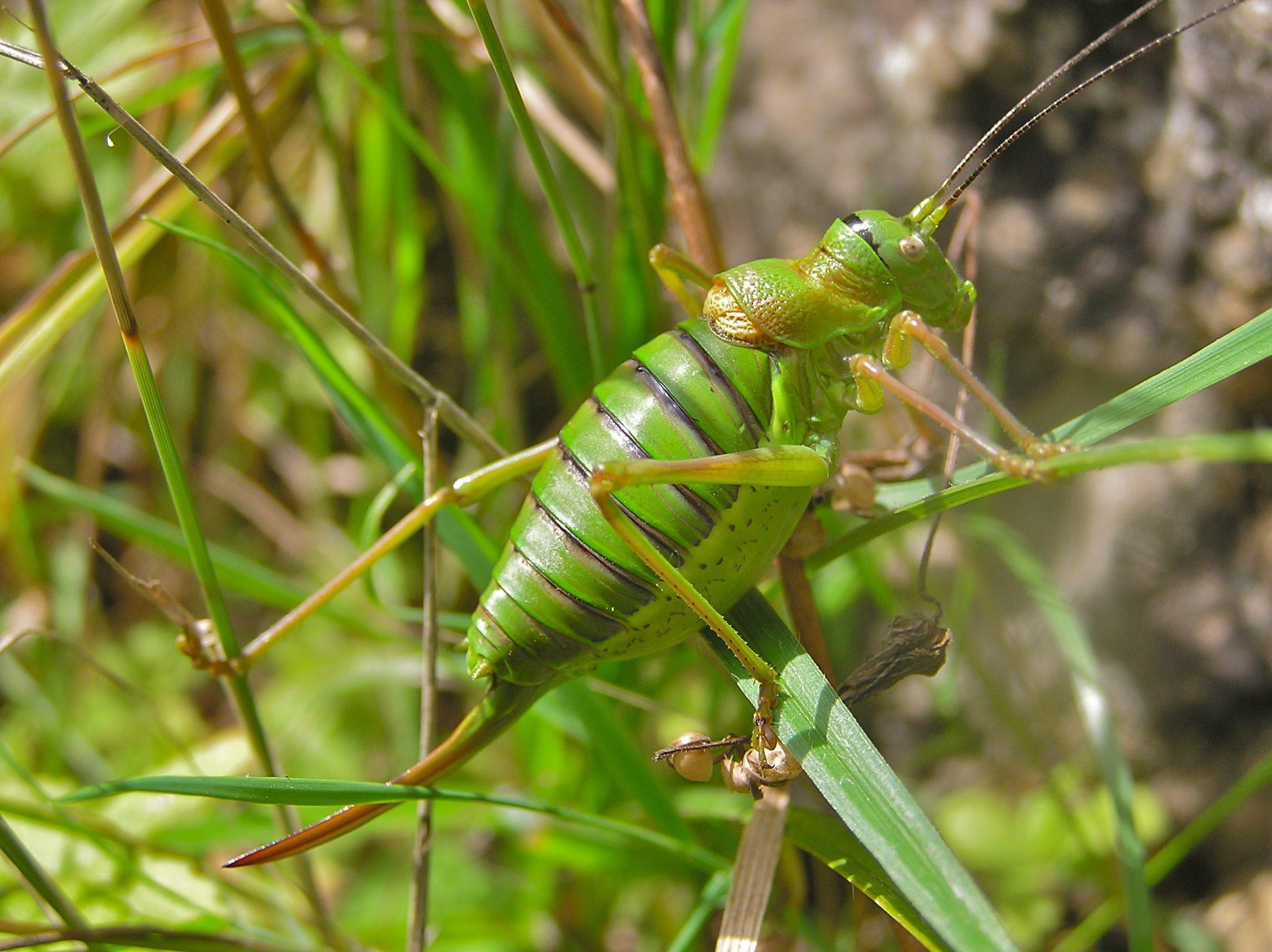
Femelle.
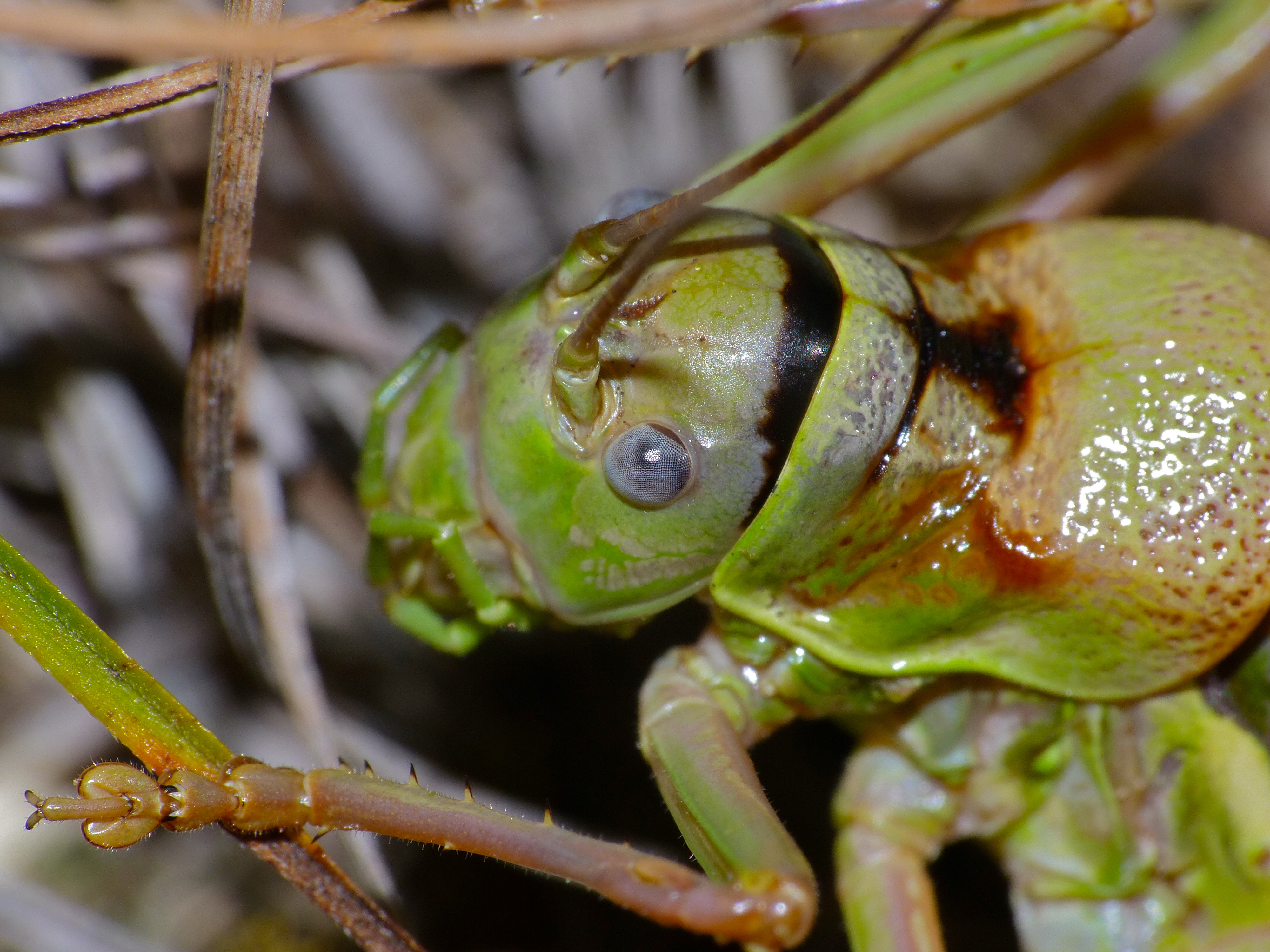
Détail de la tête.
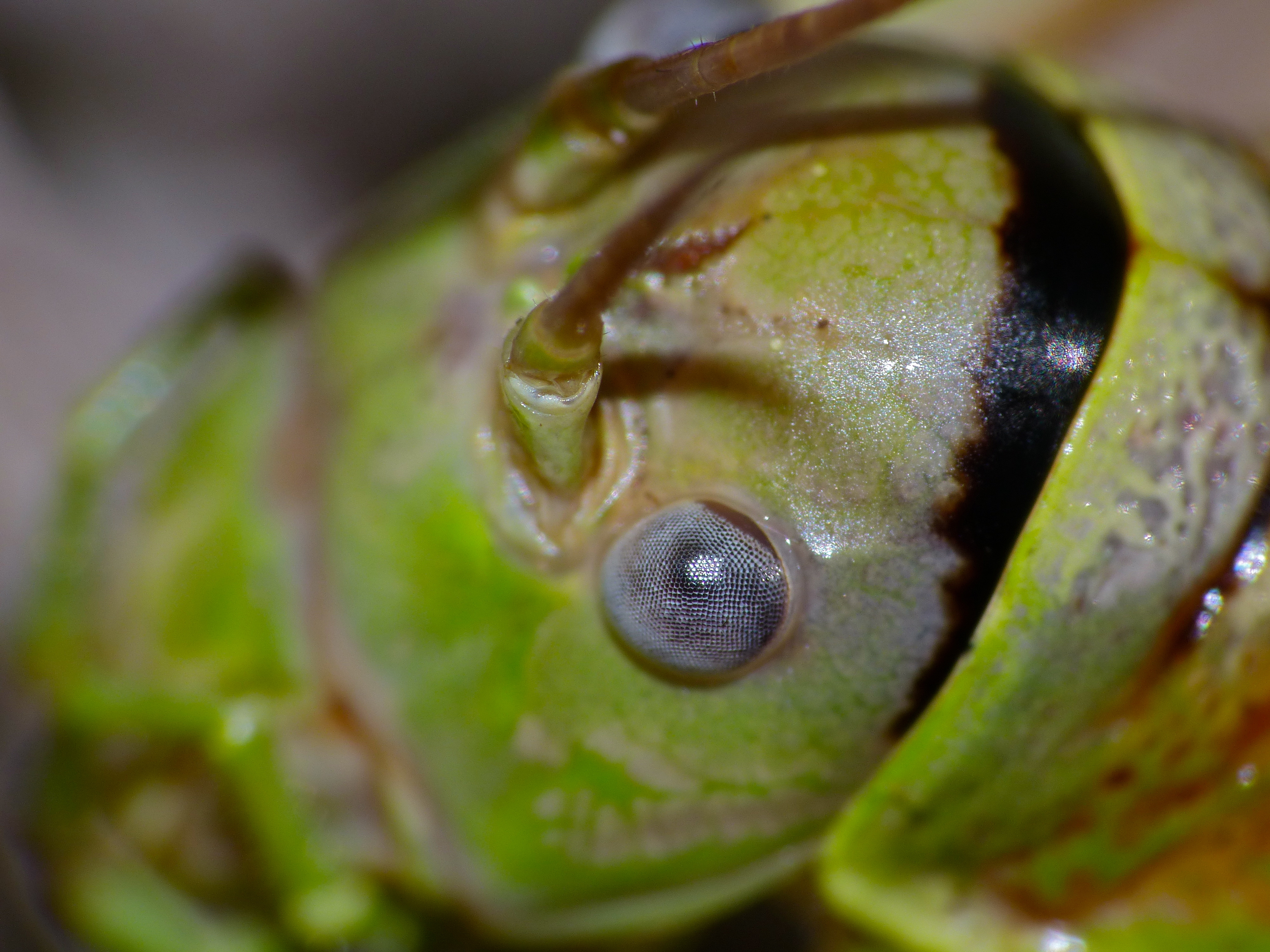
Détail de l’œil.

## Nutrition et menace
Cette sauterelle se nourrit de végétaux : feuilles de vigne, ronces, pissenlits… et aussi d'insectes. Comme les vignes sont très souvent traitées par divers produits phytosanitaires, elle est sérieusement menacée dans ce type d'habitat. Le retour récent à des pratiques plus naturelles (cultures biologiques) pourrait lui venir en aide.

## Stridulation
Émise de jour et de nuit, la stridulation se compose de deux émissions sonores : une première brève suivie d'une seconde un peu plus longue, d'où les onomatopées « tizi » ou « jeudi » du Midi de la France. La femelle répond au mâle par ses propres stridulations.

## Publication originale
- (de) Hern D. Fiebig, « Beschreibung des Sattelträgers (Gryllus Ephippiger.) », Schriften der Berlinischen Gesellschaft naturforschender Freunde, vol. 5,‎ 1784, p. 260-263 (lire en ligne).